# Корсунский полк
Ко́рсунский полк — военно-административная единица Войска Запорожского со столицей в Корсуне. Реестровый Корсунский полк был основан в 1625 году.

## История
Полк был основан в 1625 году на территории Киевского воеводства Речи Посполитой. Полк должен был прикрывать Чёрный шлях от набегов крымских татар. В 1649 году после Зборовского мира в состав Корсунского полка были включены территории упразднённого Лисянского полка. По Зборовскому реестру 1649 года в полку было 3472 казака в 19 сотнях. В 1651 год—1654 годах в составе полка было образовано ещё 9 сотен, и к 1654 году в полку служило 5 150 человек. 
В период Руины полк стал ареной боевых действий. В 1664 году из-за разорения Корсуня полковой центр был перенесён в Лысянку. В 1665 году происходил массовый исход казаков на Левобережье. В результате в 1666 году Петру Дорошенко пришлось восстанавливать заново полк, который вошел в состав его вилаета. Формально полк существовал до капитуляции Дорошенко в 1676 году, но фактически прекратил своё существование в 1672 году в результате военных действий польско-турецкой войны. К 1678 году население полка практически полностью переселилось на Левобережье.
В 1685 году Захарий Искра восстановил полк как центр правобережных казаков. В 1711 году полк стал опорным пунктом Филиппа Орлика. Окончательно полк был ликвидирован в 1712 году, а его территории вошли в состав Речи Посполитой.

## Полковники
Реестр полковников Корсунского полка:
1. Трясило, Тарас Фёдорович (1630)
2. Пивоваренко, Максим (1632)
3. Филоненко (1634)
4. Мануйлович, Михаил (1637)
5. Нестеренко, Максим (1637—1638)
6. Чиж, Кирилл (1638)
7. Жабокрицкий (1643)
8. Дурский, Войцех (1646)
9. Нестеренко, Максим (1648)
10. Тишко, Алексей (1648)
11. Томиленко, Василий (1648)
12. Шингирей, Иван (1648)
13. Мрозовецкий, Станислав Павлович (1648—1649)
14. Мозира, Лукьян Яковлевич (1649—1651)
15. Иванюк, Михаил — наказной полковник 1649.
16. Килдей, Борис Андреевич — наказной полковник в 1651, полковник в 1651—1652.
17. Золотаренко, Иван Никифорович (1652)
18. Стадниченко, Мисько — наказной полковник в 1652.
19. Нестеренко, Максим (1652—1653)
20. Гуляницкий, Иван (1653—1656)
21. Дубяга, Семён — наказной полковник в 1654.
22. Нестеренко, Максим — наказной полковник в 1655.
23. Петренко, Иван (1656—1657)
24. Дубина, Иван (1657)
25. Трутина, Дмитрий — наказной полковник в 1657.
26. Креховецкий, Иван Тимофеевич (1657)
27. Аникеенко, Тимофей (1657—1658)
28. Носач, Тимофей (1658)
29. Привицкий, Иосиф — наказной полковник в 1658.
30. Креховецкий, Иван Тимофеевич (1658—1659)
31. Улезко, Яков Петрович (1659)
32. Фациевич, Евстафий (1659)
33. Улезко, Яков Петрович (1660)
34. Михалевкий, Константин (1660)
35. Сухаренко, Самойло — наказной полковник в 1660.
36. Улезко, Яков Петрович (1660—1662)
37. Гуляницкий, Григорий (1662—1663)
38. Улезко, Яков Петрович (1663—1664)
39. Пидодня, Григорий (1664)
40. Высочан, Семён (1664—1665)
41. Липнявский, Юрий (1665)
42. Уляновский, Игнатий (1666—1669)
43. Ковшеватский — наказной полковник в 1667.
44. Бут, Семён (1667)
45. Суховей, Пётр (1669)
46. Кандыба, Фёдор Андреевич (1669—1672)
47. Вергун, Жадан — наказной полковник в 1670.
48. Гуляницкий, Григорий (1672—1673)
49. Михалевский, Константин — наказной полковник в 1674—1675.
50. Соловей, Михаил — наказной полковник в 1672 и 1674.
51. Гладкий, Иван — наказной полковник в 1671.
52. Шийко, Григорий (1674)
53. Кандыба, Фёдор Андреевич (1674—1675)
54. Хмельницкий-Яненко, Иван Павлович (1678)
55. Трушенко, Степан — наказной полковник в 1679.
56. Губаренко, Иван (1681)
57. Филоненко, Тимофей (1684)
58. Искра, Захар Юрьевич (1685—1707)
59. Кандыба, Андроник Фёдорович (1708—1710)
60. Нестеренко, Семён — наказной полковник в 1709.
61. Палий, Семён — наказной полковник в 1709.